# جاك وايت (لاعب كرة قاعدة أمريكي)
جاك وايت (بالإنجليزية: Jack White)‏ هو لاعب كرة قاعدة أمريكي، ولد في 19 يناير 1878، وتوفي في 30 سبتمبر 1963 في إنديانابوليس في الولايات المتحدة.

## وصلات خارجية
- جاك وايت (لاعب كرة قاعدة أمريكي) على موقعبيزبول رفرنس.كوم (الدوري الرئيسي) (الإنجليزية)
- جاك وايت (لاعب كرة قاعدة أمريكي) على موقعبيزبول رفرنس.كوم (الدوري الثانوي) (الإنجليزية)